# Valeriana kawakamii
Valeriana kawakamii är en kaprifolväxtart som beskrevs av Bunzo Hayata. Valeriana kawakamii ingår i släktet vänderötter, och familjen kaprifolväxter. Inga underarter finns listade i Catalogue of Life.